# Daniel Ducoing
Daniel Ducoing (n. Ciudad de México; 10 de septiembre de 1977) es un actor mexicano conocido por participar en varias telenovelas como Código postal y Al diablo con los guapos en donde interpretó a Ramsés luego de la salida de Derrick James. Es conocido principalmente por ser la imagen de diversas marcas publicitarias.

## Filmografía
Televisión
- Por amar sin ley (2018) .... Pedro Chávez Olmos
- Amores verdaderos (2012-2013) .... 2 capítulos
- RBD: la familia (2007) .... 1 capítulo
- Al diablo con los guapos (2007-2008) .... Ramsés #2
- Código postal (2006-2007) .... Mario Zavala[2]

Campañas publicitarias
- The Home Depot México (2016)
- Movistar México (2015-2016)
- Productos M México (2010-2012)
- Tiendas Chedraui (2008-2010)